# 5477 Holmes
5477 Holmes eller 1989 UH2 är en asteroid i huvudbältet som upptäcktes 27 oktober 1989 av den amerikanske astronomen Eleanor F. Helin vid Palomar-observatoriet. Den är uppkallad efter den amerikanske astronomen Robert Holmes.
Asteroiden har en diameter på ungefär 3 kilometer och den tillhör asteroidgruppen Hungaria.